# 簡啟恩
簡啟恩，GBS，PDSM，PMSM，香港警務人員，現任警務處副處長（國家安全）、國家安全處負責人兼任港區國安委成員，曾任國家安全處處長。

## 簡歷
1991年，簡啟恩加入皇家香港警務處任職督察，曾負責包括行動指揮、人力資源管理及保安等範疇的職務。他先後擔任西區警區副指揮官、機場警區指揮官、灣仔警區指揮官及港島總區副指揮官。2019年9月，獲晉升為警務處助理處長，掌管服務質素監察部。
2020年8月，簡啟恩被調入成立不久的國家安全處，出任警務處助理處長（國家安全）。2021年12月，他擢升並出任國家安全處處長、署理警務處高級助理處長，接替因涉嫌嫖妓被調離崗位的原處長蔡展鵬。2022年1月31日，正式晉升警務處高級助理處長。2023年5月2日，接替退休的劉賜蕙出任負責國家安全的警務處副處長。

## 相關事件

### 被美國制裁
2021年1月15日，美國財政部宣佈，制裁6名損害香港自治的中共和香港官員並公開其個人資料，被制裁者包括簡啟恩、江學禮和譚耀宗等人。被執行制裁的人士除了其美國資產會被凍結外，在海外及香港銀行服務亦可能會被取消。

## 個人榮譽
2018年，簡啟恩獲頒香港警察榮譽獎章。2021年，他獲頒行政長官公共服務獎狀。2024年，他獲頒維護國家安全功章。2025年，他獲頒金紫荊星章。